# Philips Wouwerman

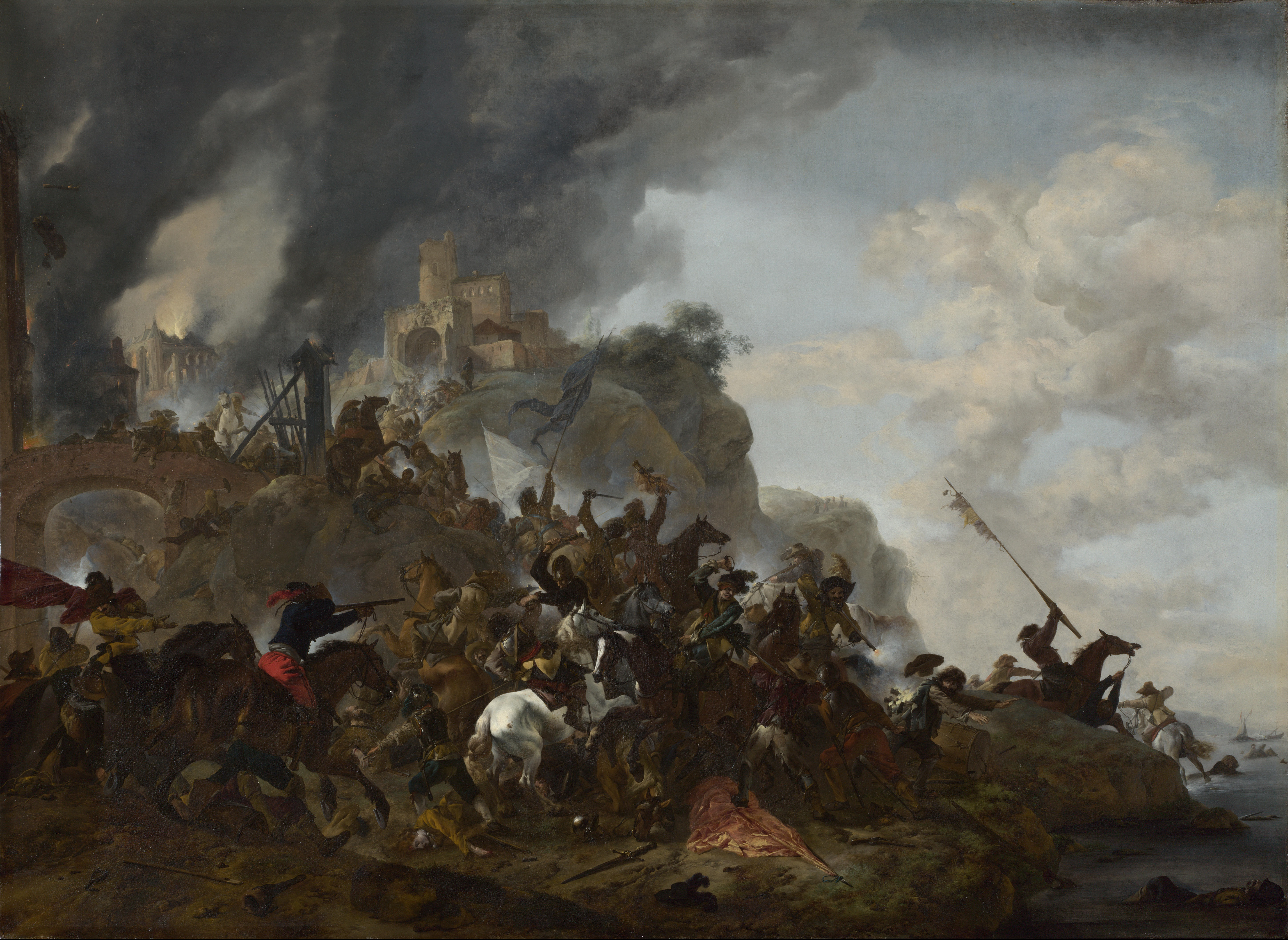
A Cavalaria fazendo um ataque de um forte na Colina, c. 1646, Galeria Nacional, Londres

Philips Wouwerman (também Wouwermans) (24 de maio de 1619 (batizado) – 19 de maio de 1668) foi um pintor holandês de cenas de caça, paisagens e batalhas.
Philips Wouwerman foi um dos artistas mais versáteis e prolíficos do Século de Ouro dos Países Baixos. Inserido no ambiente artístico e na tradição da sua cidade natal, Haarlem, Wouwerman fez uma contribuição importante e altamente influente para o cânone da pintura holandesa do século XVII. Seus quadros foram muito procurados durante sua vida e ainda mais procurados no século XVIII. Por toda a Europa, coleções de arte anteriormente principescas, como as de Dresden e São Petersburgo, ainda testemunham esta admiração generalizada pela arte de Wouwerman.

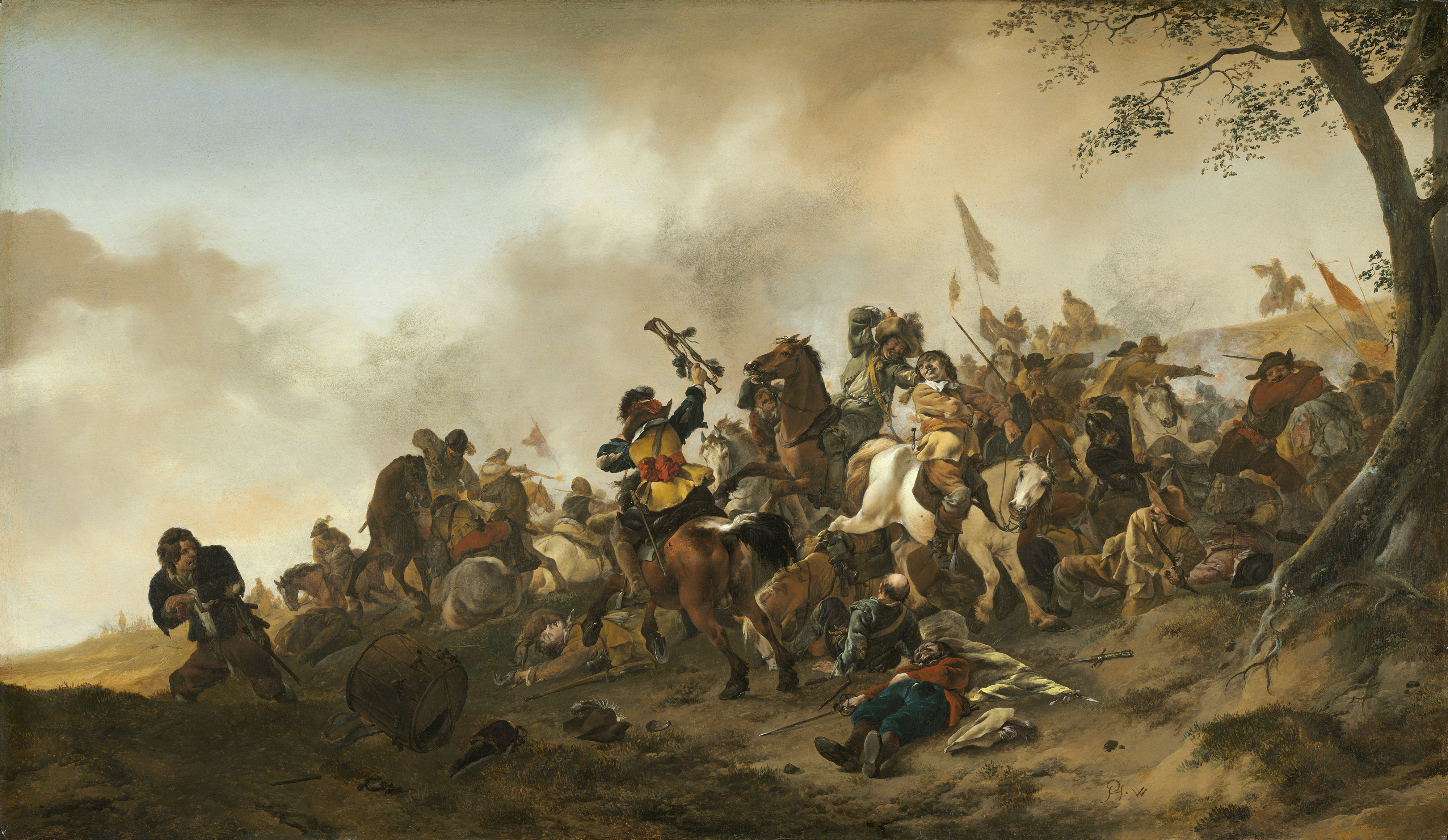
Cena de Batalha

Nascido em Haarlem em 1619, filho de um pintor atualmente obscuro chamado Pouwels Joostsz Wouwerman, pouco se sabe sobre sua formação artística. Segundo Cornelis de Bie, ele estudou com Frans Hals (1581/85-1666), mas o estilo particular de Hals não deixou marcas em sua obra.  Além de uma curta estadia em Hamburgo no final da década de 1630, Wouwerman parece ter vivido em Haarlem durante toda a sua carreira artística e morreu como um membro importante da comunidade aos 48 anos.  Ele entrou para a Guilda de São Lucas de Haarlem em 1640.  Wouwerman também trabalhou como agente imobiliário em sua cidade natal, já que muitos documentos nos arquivos de Haarlem mencionavam o artista neste contexto.

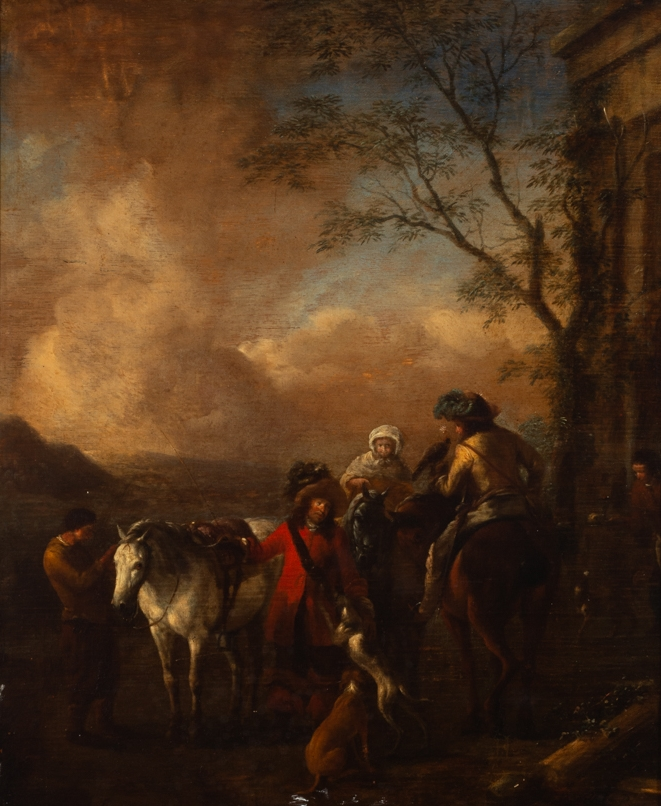
Cena campestre,1619, Casa Museu Eva Klabin

Wouwerman iniciou sua carreira artística com representações simples da vida cotidiana na tradição do bamboccianti de Pieter van Laer (1592/99 – depois de 1642). Suas pinturas de meados da década de 1640 geralmente apresentam uma inclinação diagonal do terreno, uma árvore que funciona como repoussoir e figuras acompanhadas por cavalos. Ao longo dos trinta anos seguintes desenvolveu um estilo individual, tratando de uma ampla gama de assuntos, desde gênero e paisagem até cenas militares e religiosas (cenas equestres, festas de caça e falcoaria, paisagens com viajantes, batalhas de cavalaria e acampamentos militares, festividades de camponeses etc.). Ele é conhecido por sua habilidade na representação de cavalos de todas as raças vistos em movimento. O historiador de arte Frederik J. Duparc chama Wouwerman de "sem dúvida o mais talentoso e bem-sucedido pintor de cavalos holandês do século XVII.  Ele morreu em Haarlem.
Seus aprendizes registrados foram Johannes van der Bent, Hendrick Berckman, Eduard Dubois, Nicolas Ficke, Barent Gael, Anthony de Haen, Emanuel Murant, Matthias Scheits, Kort Withold e seus irmãos.